# Caelan Doris
Caelan Doris (2 de abril de 1998) es un jugador de rugby profesional irlandés que juega como número ocho en el club Leinster del United Rugby Championship y en la selección nacional de Irlanda.

## Biografía
Nació en Lacken, condado de Mayo. La primera implicación de Doris con el rugby fue con Ballina. Asistió a un internado desde los 12 años en el Blackrock College de Dublín, donde fue miembro del equipo victorioso de la Leinster Schools Rugby Senior Cup en 2014  además de ser capitán del equipo en 2016. Su padre Chris había asistido al Blackrock College, el último año de 1980, jugando al rugby en el centro.
Se licenció en psicología en el University College Dublin. Jugó dos años en la selección irlandesa de rugby sub-20, el segundo como capitán.